# Hans-Hermann Hoppe
Hans-Hermann Hoppe (født 2. september 1949) er en tysk-født anarko-kapitalistisk filosof og økonom af den østrigske skole. Hans mest kendte værk er bogen Democracy: The God That Failed (2001).
Hans-Hermann Hoppes liv har altid stået i samfundsvidenskabens tegn. Han er født 2. september 1949 i den vesttyske by Peine. 
Han har studeret ved adskillige universiteter hhv. Universität des Saarlandes, Goethe-Universität Frankfurt am Main og University of Michigan. Studierne har omfattet filosofi, sociologi, historie og økonomi. Han fik sin ph.d. i filosofi som 25-årig og tog derefter en ”habilitation” under Jürgen Habermas’ vejledning i sociologi. Han har desuden en universitetsgrad i økonomi – samtlige af disse titler ved Goethe Universität i Frankfurt. 
Hoppe har været en del af det tyske universitetsmiljø. Han har efterfølgende tilkendegivet, at han på daværende tidspunkt var ventreorienteret (socialdemokrat), og at det var hans senere indsigt i østrigsk økonomi, som ændrede dette. 
Efter at have indset at hans ideer aldrig kunne finde tilstrækkelig opbakning i Tyskland, rejste han til USA, hvor han blev professor i økonomi ved University of Nevada. Det er næppe en tilfældighed, at det blev University of Nevada, idet Hoppes mentor, Murray N. Rothbard, allerede var professor dér. Derudover var The Mises Institute placeret i staten. Rothbards mentor var Ludwig von Mises. 
Hoppe er en kontroversiel figur indenfor det anarko-kapitalistiske miljø, idet han på centrale områder er i modstrid med populære holdninger, f.eks. er han modstander af fri indvandring i de nuværende statssamfund. Han mener dog, at i et anarko-kapitalistisk (eller med Hoppes ord – et privatrets-) samfund må enhver person frit vælge, hvem der kan befinde sig på vedkommendes egen grund. 
Hoppe er også blevet beskyldt for at lægge for megen vægt på sin egne kulturelle præferencer, når han argumenterer for et samfund baseret på privatretten. Beskyldningerne har sjældent været under henvisning til, hvad han har skrevet, men nærmere hvilken "fornemmelse" visse læsere har fået. Blandt andet provokerer Hans-Hermann Hoppe ofte ved at fremhæve, at folk uden børn gennemsnitligt sparer mindre op – og i almindelighed har en kortere tidshorisont end personer med afkom. Denne gennemsnitsbetragtning bliver ofte efterfulgt af en kommentar, om at dette kan forklare, hvorfor nationaløkonomen John Maynard Keynes værdsatte de langsigtede negative konsekvenser af sine politiske forslag så lavt (det er velkendt, at John Maynard Keynes var bi- eller homoseksuel og aldrig selv fik børn). 
I dag er Hoppe professor emeritus, og beskæftiger sig hovedsageligt i The Property and Freedom Society, som er inspireret af Mont Pelerin Society. 